# Rolf Bischoff
Rolf Bischoff (* 5. November 1934 in Dortmund) war von 1983 bis 1999 Richter am deutschen Bundesgerichtshof.

## Leben
Nach Beendigung seiner juristischen Ausbildung trat Bischoff 1964 in den Justizdienst des Landes Nordrhein-Westfalen ein, wo er am Landgericht Köln, beim Oberlandesgericht Köln und beim dortigen Justizprüfungsamt tätig wurde.
Zum Richter am Bundesgerichtshof wurde Bischoff 1983 gewählt. Das Präsidium des Bundesgerichtshofs wies ihn dem VI. Zivilsenat zu, dem er während der gesamten Zeit seiner Zugehörigkeit zu diesem Gericht angehörte.
Nach Erreichen der Altersgrenze trat Bischoff am 30. November 1999 in den Ruhestand.

## Schriften
- Die Haftung des Arztes aus Diagnosefehlern oder unterlassenen Untersuchungen. In: Festschrift für Karlmann Geiß. S. 345 ff. online